# Крисови (Спас-Талицьке сільське поселення)
Кри́сови (рос. Крысовы) — присілок у складі Орічівського району Кіровської області, Росія. Входить до складу Спас-Талицького сільського поселення.
Населення становить 2 особи (2010, 2 у 2002).
Національний склад станом на 2002 рік — росіяни 100 %.